# The Emperor Jones (1933)
The Emperor Jones is een Amerikaanse dramafilm uit 1933 naar het gelijknamig toneelstuk van Eugene O'Neill uit 1920. In de hoofdrol speelde Paul Robeson. De film werd in 1999 opgenomen in het National Film Registry.

## Rolverdeling
| Acteur                | Personage    |
| --------------------- | ------------ |
| Paul Robeson          | Brutus Jones |
| Dudley Digges         | Smithers     |
| Frank H. Wilson       | Jeff         |
| Fredi Washington      | Undine       |
| Ruby Elzy             | Dolly        |
| George Haymid Stamper | Lem          |
| Jackie "Moms" Mabley  | Marcella     |
| Blueboy O'Connor      | avonturier   |
| Brandon Evans         | Carrington   |
| Rex Ingram            | Hofomroeper  |